# Erythroplusia neorutilifrons
Erythroplusia neorutilifrons là một loài bướm đêm trong họ Noctuidae.